# Shirley (contea di Kings, California)
Shirley (in precedenza chiamata Harlow) è una comunità non incorporata degli Stati Uniti d'America situata nella Contea di Kings, nello Stato della California. Si trova sulla Atchison, Topeka and Santa Fe Railway a una distanza di circa 7,2 km a nord di Hanford.